# Museum Ludwig
Museum Ludwig – muzeum sztuki XX i XXI wieków znajdujące się w Kolonii (Niemcy). 

## Historia
Muzeum powstało 5 lutego 1976 roku z inicjatywy Irene i Petera Ludwig. Małżeństwo to podarowało 350 prac sztuki nowoczesnej, a miasto Kolonia w zamian za to zobowiązało się stworzyć Museum Ludwig, w którym miały znaleźć się wszystkie dzieła sztuki miasta Kolonii powstałe po 1900 roku. 
Budynek, w który mieści się obecnie muzeum został zaprojektowany przez architektów z Kolonii Petera Busmanna i Godfrida Haberera, został otwarty w 1986 roku w pobliżu katedry w Kolonii.  W nowym budynku mieściło się pierwotnie Museum Wallraf-Richartz i Museum Ludwig. W 1994 roku podjęto decyzję o rozdzieleniu obu instytucji i oddaniu budynku przy Bischofsgartenstrasse do wyłącznej dyspozycji Museum Ludwig.

## Zbiory
Museum Ludwig prezentuje na powierzchni 8000 metrów kwadratowych prace wielu artystów z całego świata. Kolekcja muzeum zawiera przykłady najważniejszych okresów i stanowisk w rozwoju sztuki XX wieku, a także sztuki współczesnej. W skład kolekcji wchodzą m.in.: Być może Roya Lichtensteina, Pudełka Brillo Andy’ego Warhola, Okno w restauracji George’a Segala. Zbiór został podarowany muzeum przez Irenę i Petera Ludwigów, którym udało się zebrać największą kolekcję Pop-artu poza granicami USA. Przez lata muzeum powiększyło swoje zasoby o m.in. kolekcję dzieł sztuki Picassa, przedstawicieli rosyjskiej awangardy z lat 1905–1935 (Gonczarowa, Larionow, Exter, Popowa, Malewicz, Rodczenko) czy dzieła Aernouta Mika, Diany Thater i Mike’a Kelleya.

## Zbiory zwrócone spadkobiercom
W 1999 roku muzeum zwróciło obraz Zwei weibliche Halbakte (Dwa akty kobiece) (1919) autorstwa Otto Muellera spadkobiercom doktora Ismara Littmanna.  W lutym 2000 roku muzeum zwróciło La Grappe de Raisins (1920) Louisa Marcoussisa (1883–1941) rodzinie El Lissitzky'ego i Sophie Lissitzky-Küppers.  W 2013 roku miasto Kolonia zgodziło się, że Museum Ludwiga zwróci spadkobiercom sześć cennych rysunków zrabowanych przez nazistów żydowskiemu kolekcjonerowi dzieł sztuki Alfredowi Flechtheimowi. Autorami rysunków są Karl Hofer, Paula Modersohn-Becker, Ernst Barlach, Aristide Maillol i Wilhelm Morgner. Museum Ludwig zgodziło się także na zwrot pięciu rysunków Ernsta Ludwiga Kirchnera, Ericha Heckela i Georgesa Karsa spadkobiercom Curta Glasera.  W roku 2021 muzeum dokonało zwrotu akwareli Przyczajona naga kobieta (Kauernder weiblicher Akt, 1917) autorstwa Egona Schielego spadkobiercom Heinricha Riegera